# Ustyurtia
Ustyurtia (лат.) — род бабочек, единственный в составе семейства Ustyurtiidae из надсемейства Urodoidea.

## Распространение
Встречаются в Казахстане: Устюрт. 

## Описание
Молевидные бабочки мелких размеров, длина крыльев менее 1 см, длина гусениц до 16 мм.
Ustyurtia отличается от всех других родов Urodidae строением жилок Rs3 и Rs4 и отсутствием дополнительной ячейки в переднем крыле. Гениталии самцов отличаются от всех других родов Urodidae неподвижными, базально слитыми вальвами, длинным изогнутым сильно склеротизованным укусом и винкулюмом, который удлинён, образуя длинный и тонкий саккус. Структура кокона имеет такую же сетчатую структуру, как и у других Urodidae. Тем не менее, в отличие от других, он плотно заполнен шёлком, который образует жёсткий слой, и имеет продольные рёбра, которые разделяют кокон на несколько долей во время выхода взрослой особи.
Подобный сетчатый кокон, который обычно атипичен для чешуекрылых, обнаружен только у молей из семейств Schreckensteiniidae, Plutellidae и Choreutidae.

## Систематика
Включает 2 вида. Род был впервые описан в 2020 году. Вместе с семейством Urodidae образует надсемейство Urodoidea и сближается с такими группами как Schreckensteiniidae (Schreckensteinioidea), Plutellidae (Yponomeutoidea), Choreutidae (Choreutoidea).
- Ustyurtia zygophyllivora Kaila, Heikkilä & Nupponen, 2020
- Ustyurtia charynica Kaila, Heikkilä & Nupponen, 2020

## Этимология
Название рода происходит от имени места обнаружения на плато Устюрт.